# Province de Plaisance
La province de Plaisance (en italien : Provincia di Piacenza) est une province italienne de la région Émilie-Romagne de la plaine du Pô dans le nord du pays.
Elle confine au nord et à l’ouest avec la Lombardie (province de Lodi, province de Crémone et province de Pavie), à l’ouest avec le Piémont (province d'Alexandrie), à l’est avec la province de Parme, au sud avec la (province de Gênes) en Ligurie.

## Géographie
La province de Plaisance s’étend dans la plaine du Pô au sud du fleuve Pô, dans la partie occidentale de la région Émilie-Romagne. Au sud, elle confine avec la province de Gênes (Ligurie) par l’intermédiaire de l'Apennin ligure.
Le second fleuve plus important après le Pô est la Trebbia. Les principaux torrents sont le Nure, le Tidone et l'Arda.

## Histoire

### Plaisance antique
Même si quelques documents attestent l'existence de la ville de Plaisance déjà à l'époque préhistorique, sa fondation est datée de 218 av J.-C., année où les Romains créèrent (sur une probable préexistante installation celtique), sur le rivage droit du Pô, la première et donc plus ancienne colonie romaine, Placentia, avant-poste militaire contre les invasions des Gaulois. Grâce aux grandes œuvres (déboisement, bonification du territoire, construction de la Via Emilia, artère principale de la plaine du Pô) réalisées par les colonies romaines qui s’y établirent, Plaisance devient en un temps bref une ville toujours plus importante, centre du système routier romain, où  Jules César fixe, pour une brève période, son quartier général.

### Plaisance médiévale
Dévastée durant les invasions Barbares, la cité subit les dominations byzantine et Goths, pour devenir le premier chef-lieu d’un duché lombard et, en conséquence la venue du Christianisme, domination de l’Archevêché.
L'an 1000 représente même pour Plaisance un instant de développement démographique, social et économique, où la ville, grâce à sa position stratégique, assume un rôle de premier plan pour le trafic de marchandises et d'hommes.
Elle devient en 1126 une commune (Italien) libre, connaît en quelques années sa splendeur maximale, qui prend toute son importance avec l’adhésion à la Ligue lombarde et dans la défaite de Frédéric Barberousse, sanctionnée par la paix de Constance en 1183.

### Plaisance dans la période des seigneurs
Avec la crise des institutions communales, Plaisance devient le terrain de heurt des plus grandes familles de la ville, qui s'affrontent pour en assurer la gestion. Dans cette période se succéderont au pouvoir plusieurs dynasties, les  Scotti ou Scoto, les Pallavicino, les Visconti et les Sforza.
Une famille noble qui faisait partie des capitanei del Vescovo  (capitaine de l’évêque) de Plaisance, furent les Confalonieri, qui avaient le privilège d’accompagner l'installation du nouvel évêque en Cathédrale avec grande cérémonie, et ce privilège était réservé expressément au « plus ancien de la lignée » des Confalonieri. La maison vante un insigne aïeul : San Corrado Confalonieri, ermite du Terzo Ordine di San Francesco, né en Calendasco en 1290 et mort en odeur de sainteté dans la grotte 'dei miracoli' (des miracles) près de Noto en Sicile.

### Les Farnese à Plaisance
Après des années de batailles et diatribes entre État et Église, la cité devient, avec Parme, territoire de l’Église. Avec le nouveau nom de duché de Parme et Plaisance, est assigné aux Farnese, qui y régnèrent sans interruption pendant presque deux siècles.

### Les Bourbon à Plaisance et la défaite de Napoléon
À l'extinction de la noble maison des Farnese, suivit une période bouleversée et incertaine dans laquelle, en 18 années, se succéderont 6 gouvernements, période qui se termine seulement quand le trône passe aux mains des bourbons d’Espagne. Après cinquante années de tranquillité relative, la cité est conquise par les armées de Napoléon Bonaparte. En cette période sont lancées d’importantes réformes et l’entière province est annexée à l’empire napoléonien.
La domination française dura seulement quatorze années, jusqu’à la défaite de Bonaparte et au congrès de Vienne en 1814, qui sanctionne une nouvelle organisation politique et territoriale européenne.

### Marie Louise d’Autriche
Dans cette nouvelle Europe, le duché de Parme et Plaisance est assigné à Marie-Louise d'Autriche. Souveraine très aimée de ses sujets, Marie Louise réussit à valoriser Plaisance du point de vue culturel et artistique, comme personne d’autre ne l’avait fait. À sa mort, Plaisance demanda et obtint, avant toute autre cité, l'annexion au Piémont, gagnant pour cela le titre de Primogenita (première-née ou aînée).

### L'affranchissement de l'Autriche
Après la défaite de Custoza, la cité tombe de nouveau sous la domination autrichienne qui, caractérisée par une forte répression contre les patriotes, crée un profond mécontentement parmi la population et aboutit dans seconde guerre d’indépendance. Cette confrontation signifiera pour Plaisance l’affranchissement de l'Autriche et l'annexion au règne sarde, puis au royaume d'Italie.

### La naissance industrielle
Dans les années qui suivirent, la cité reste exclue du processus de développement économique qui chamboule beaucoup de centres italiens et seulement vers la fin du XIXe siècle commencèrent à naître les premières et sporadiques réalisations industrielles, et un nouveau mouvement social voit le jour : la classe ouvrière ; depuis ce moment, Plaisance devient partie active du processus de développement économique et commence à goûter à un bien-être jamais connu auparavant.

### La Grande Guerre
Si la Première Guerre mondiale apporta à Plaisance, siège d’importantes fabriques d’armement, richesse et travail, le prix que la province doit payer pour cette nouvelle prospérité est représenté par le sacrifice des nombreux soldats tombés dans la bataille.

### Le fascisme à Plaisance
Durant les années, caractérisées par régime fasciste, la cité enregistre un fort développement architectonique, avec la construction de nouveaux quartiers résidentiels et populaires. L'agriculture reste le secteur à la traîne et on n’enregistre que peu de changements significatifs dans le système économique. Avec le déclin du régime, dans la population naît le mécontentement de leur condition sociale difficile, et de nombreuses brigades de partisans voient le jour.

### L’après-guerre
L'exceptionnelle reprise économique que Plaisance connaît dans les années 1950, porte sur un développement industriel sans précédent dans le champ de l’agriculture et du transport, d’un essor démographique et urbanistique.
Sur les collines sont découverts et forés les premiers puits de pétrole d’Italie (pour la troisième fois au monde, après la Roumanie et les États-Unis). En plaine près de la localité de Cortemaggiore, un important gisement de méthane est découvert. Naît en cette occasion le « chien à 6 pattes » de la Supercortemaggiore, alors symbole et motif d'orgueil pour une nation en plein essor, aujourd’hui marque de Eni (la principale multinationale italienne).

## Économie, transports
La structure de l'économie est principalement industrielle avec petites et moyennes entreprises, avant tout manufacturières. Suivent le secteur commercial, la production de services et le secteur de la construction. Point d’excellence dans la robotique et l’automatisation industrielle. Le secteur agricole est reconnu pour sa rentabilité et la qualité, ainsi que le secteur de la transformation.

## Personnages célèbres
Le pape Grégoire X, le béatifié Jean-Baptiste Scalabrini (fondateur de l'ordre des Scalabriniani), le cardinal et premier ministre d’Espagne Jules Alberoni, l'écrivain Pietro Giordani, les peintres Gustavo Foppiani, Armodio, Carlo Berté, l’écrivain et politique Melchiorre Gioia, le styliste Giorgio Armani, les footballeurs  Filippo Inzaghi et Simone Inzaghi, le sociologue Francesco Alberoni, le réalisateur Marco Bellocchio, le physicien Edoardo Amaldi, l'actrice Isabella Ferrari, le politique Pier Luigi Bersani, le compositeur Alfonso Fratus De Balestrini, les luthiers Lorenzo Guadagnini (1685-1746) qui signaient souvent Placentinus et Giovanni Battista Guadagnini (1711-1786), sont liés à la province de Plaisance.

## Communications
- L’ancienne route romaine Via Emilia, SS9, de Milan à Rimini.
- L’autoroute A21, Turin – Asti – Alexandrie (Italie) - Plaisance – Crémone – Brescia.
- L’autoroute A1, Milan - Plaisance – Parme – Modène – Bologne
- Route SS45, Plaisance – Gênes en passant par Bobbio et les Apennins.
- Route SS10, Plaisance - Crémone

## Fleuves et rivières
- Le fleuve Pô qui fait confins au nord de la ville avec la Lombardie
- Tidone et son affluent Luretta,
- Le Trebbia
- Le Nure, le Riglio, le Chero et Chiavenna, l’Arda et l’Ongina qui fait confins avec la province de Parme.

## Fêtes religieuses
Dans les Apennins, il est encore possible d’assister à la fête liée au retour du printemps, le calendimaggio, qui se déroule le soir du 30 avril. Cette fête de nature païenne, d’origine probablement celtique (reliée à Beltaine), diffuse dans presque toute l'Europe et survit en Italie dans les zones de montagnes.
Le 13 décembre, jour de la Santa Lucia da Siracusa très attendu des enfants, où la sainte sort accompagnée de son âne pour distribuer des friandises de toutes sortes.

## Cuisine et gastronomie
Surtout pendant les fêtes de printemps (sus-citées) on peut déguster les plats et produits typiquement régionaux, entre autres la "burtlëina", i "chisulén" (appelé aussi torta fritta), les Saucisses DOP (la Coppa, le Salami et la Pancetta), accompagnés des vins typiques locaux  DOC.

### Les entrées
Les immanquables entrées (antipasto), dont les plus célèbres : le salami cuit, les ciccioli (graséi en dialecte), la bortellina (burtlëina) des Val Nure, Val Trebbia et Val Tidone (sorte de pâte frite, accompagnée de salumi ou de fromage), le chisulén ou tarte frite (typique de quelques communes du bas Val d'Arda, mais très commune en Émilie-Romagne, parfois appelé gnocco fritto) toujours accompagné de salumi, le batarö (fougasse de la Val Tidone), la polenta frite et la délicieuse tarte de patate de la montagne.

### Plat d’accompagnement
Pour le plat principal, les pisarei e fasö (gnocchi de pain et farine avec une sauce aux haricots) et tortelli alla piacentina, les anolini ou anvëin (pâte fraîche farcie à la viande) dans le bouillon, les panzerotti alla piacentina (cylindres de pâte fraîche remplis d’une farce de ricotta, blette et Grana Padano), i tortelli di zucca (tortelli de courge), les tortelli di castagne (tortelli de châtaigne) typique de la montagne, les malfatti (mal faits) de Bobbio, les maccheroni (macaron cun l'agùcia) de Bobbio, qui est un macaroni de pâte fraîche enroulée autour d’une l’aiguille à tricoter pour faire le trou, le mezze maniche dei frati (sorte cannelloni remplis), les tagliatelle ou les troffiette à la sauce de noix typique de la montagne et de la Ligurie, il risotto à la Primogenita, le risotto au champignon, le riz e choux (avec cote de porc), le risotto au foie, le risotto aux queues de cochon.

### Plat principal
Entre les seconds plats, l'oie et la pintade rôties, la pìcula d'caval (viande de cheval), le stracotto d'asina (viande d’âne), la bomba di riso di Bobbio, le lumache alla bobbiese (escargot), il tasto ou tasca (steak de veau farci), la délicieuse anguille en ragoût, l'anguille marinée, les zucchini ripieni (courgette farcie), et les plats plus pauvres comme la morue (merluzzo) en ragoût et la fameuse polenta accommodée de plusieurs façons.

### Fromages
Les fromages D.O.P. sont le Grana Padano connu dans le monde entier et le Provolone Val Padana, mais en montagne il a d'autres fromages de brebis, de chèvre ou de vache.

### Dessert
Il n’existe pas une grande tradition pâtissière, mais on trouve : les turtlìt (tortelli doux), le crostate, le latte in piedi, le buslàn (gâteau ciambella) et les buslanëin (ciambelline) et la spongata, un gâteau probablement d’origine hébraïque.

## Œnologie
La viticulture est très diffuse dans la province (il existe des traces qui confirment la présence des vignes sur le territoire entre 2000 av. J.-C. et 700 av. J.-C.), qui apporte une vaste notoriété en termes d’œnologie.
- Vins blancs : Malvasia, Ortrugo, Trebbianino Val Trebbia;
- Vins rouges : Bonarda, Gutturnio et Barbera.
- Vins DOC : Gutturnio, Gutturnio Classico, Gutturnio Superiore, Gutturnio Riserva, Barbera, Bonarda, Bonarda Spumante, Cabernet Sauvignon, Pinot Noir, Ortrugo, Trebbianino Val Trebbia, Monterosso Val d'Arda, Malvasia, Sauvignon, Val Nure, Chardonnay, Pinot Gris, Pinot V.S.Q.P.R.D., Vin Santo, Novello.

## Communes

### Communes principales
- Plaisance - 100 000 habitants
- Fiorenzuola d'Arda - 13 845 habitants
- Castel San Giovanni - 12 651 habitants
- Rottofreno - 9 670 habitants
- Podenzano - 7 991 habitants

## Vallées principales
- Val Tidone
- Val Nure
- Val Trebbia
- Val d'Arda
- Val d'Aveto

## Bourgs historiques
- Velleia
- Bobbio
- Castell'Arquato
- Grazzano Visconti, hameau de Vigolzone

### Crédits de traduction
- (it) Cet article est partiellement ou en totalité issu de l’article de Wikipédia en italien intitulé « Provincia di Piacenza » (voir la liste des auteurs).